# HaYovel Tower
HaYovel Tower (hebr. מגדל היובל, Migdal ha-Jovel; nazywany także Kirya Tower) – biurowiec w osiedlu Ha-Kirja we wschodniej części miasta Tel Awiw, w Izraelu.

## Historia
Biurowiec wybudowano w latach 2000–2005 w Południowej Strefie Biznesowej HaKirja. Pierwotnie planowano go jako 28-piętrowy wieżowiec, jednak w trakcie budowy zatwierdzono kolejnych 14 pięter.
Jego budowa została zrealizowana w ramach rządowego programu centralizacji urzędów państwowych w jednym miejscu, aby w ten sposób ułatwiać dostęp do urzędów i redukować koszty ich utrzymania. Wybudowanie biurowca kosztowało 165 milionów dolarów, umożliwiło jednak sprzedanie licznych gruntów oraz starych budynków rządowych.

## Dane techniczne
Budynek ma 42 kondygnacji i wysokość 158 metrów.
Wieżowiec wybudowano w stylu architektonicznym określanym nazwą postmodernizmu. Wzniesiono go z betonu. Elewacja jest wykonana z granitu, szkła i paneli aluminiowych w kolorach jasnobrązowym i ciemnozielonym. Piętra powyżej 31. kondygnacji mają całkowicie przeszklone ściany zewnętrzne - tafla szyby jest od podłogi do sufitu. Na zachodniej ścianie znajduje się zewnętrzna winda panoramiczna, którą można wjechać na najwyższe piętro.

## Wykorzystanie budynku
Biurowiec jest wykorzystywany jako nowoczesny biurowiec, w którym 28 kondygnacji zajmują biura rządowe, a 14 kondygnacji prywatne biura biznesowe. Na dachu wieżowca znajduje się lądowisko dla helikopterów, a w podziemiach parking na tysiąc samochodów. Budynek jest oświetlony w nocy.